# Donkervoort Automobilen B.V.

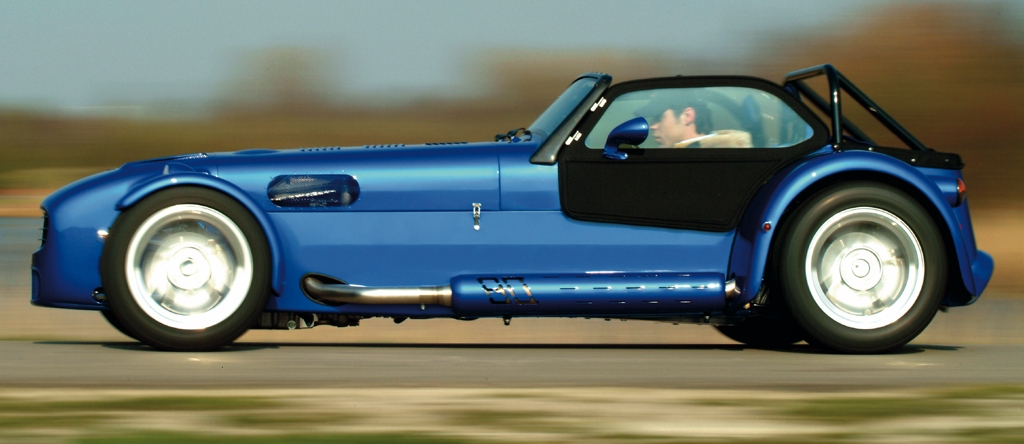
Donkervoort D8

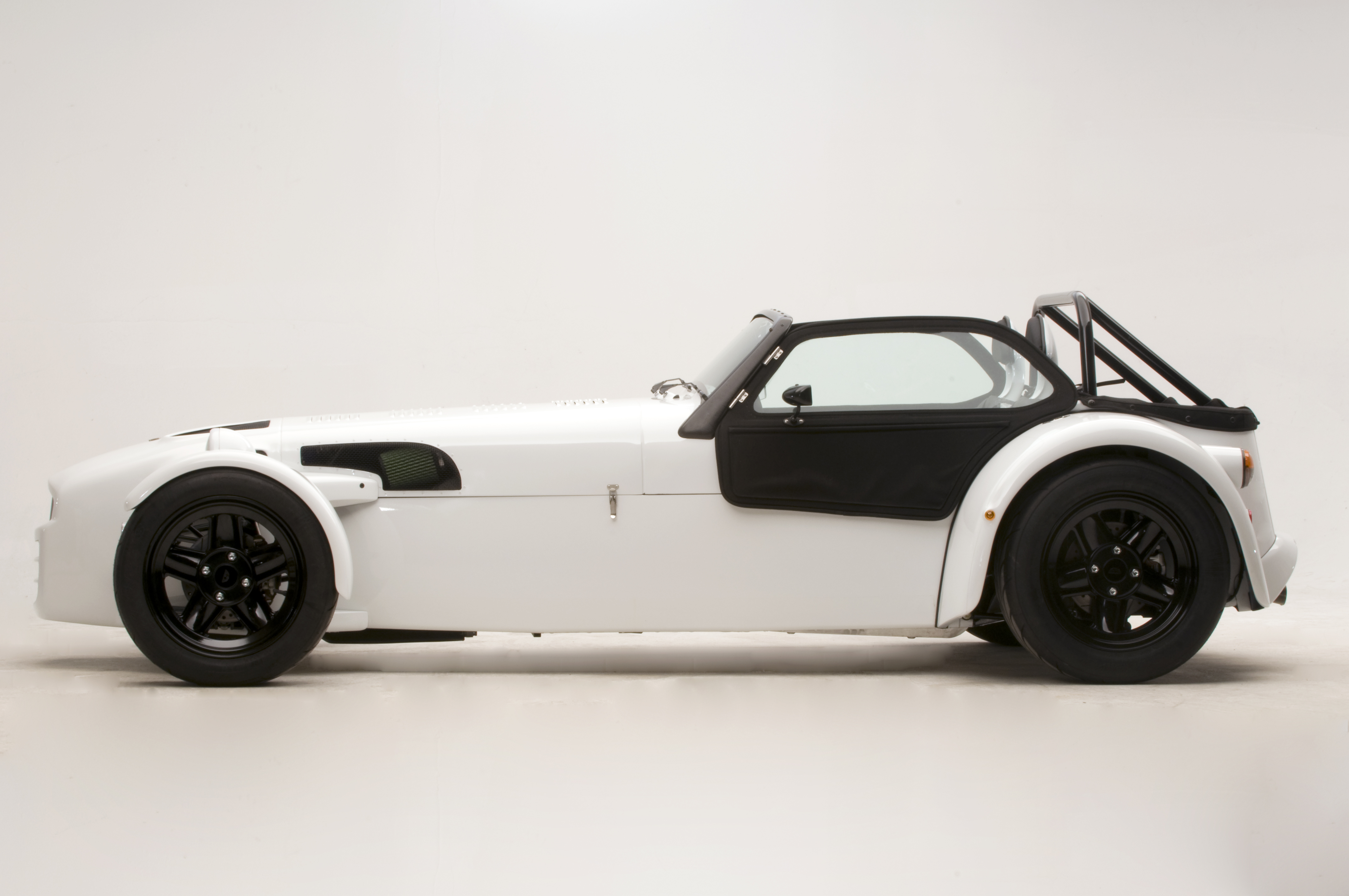
Donkervoort D8 270

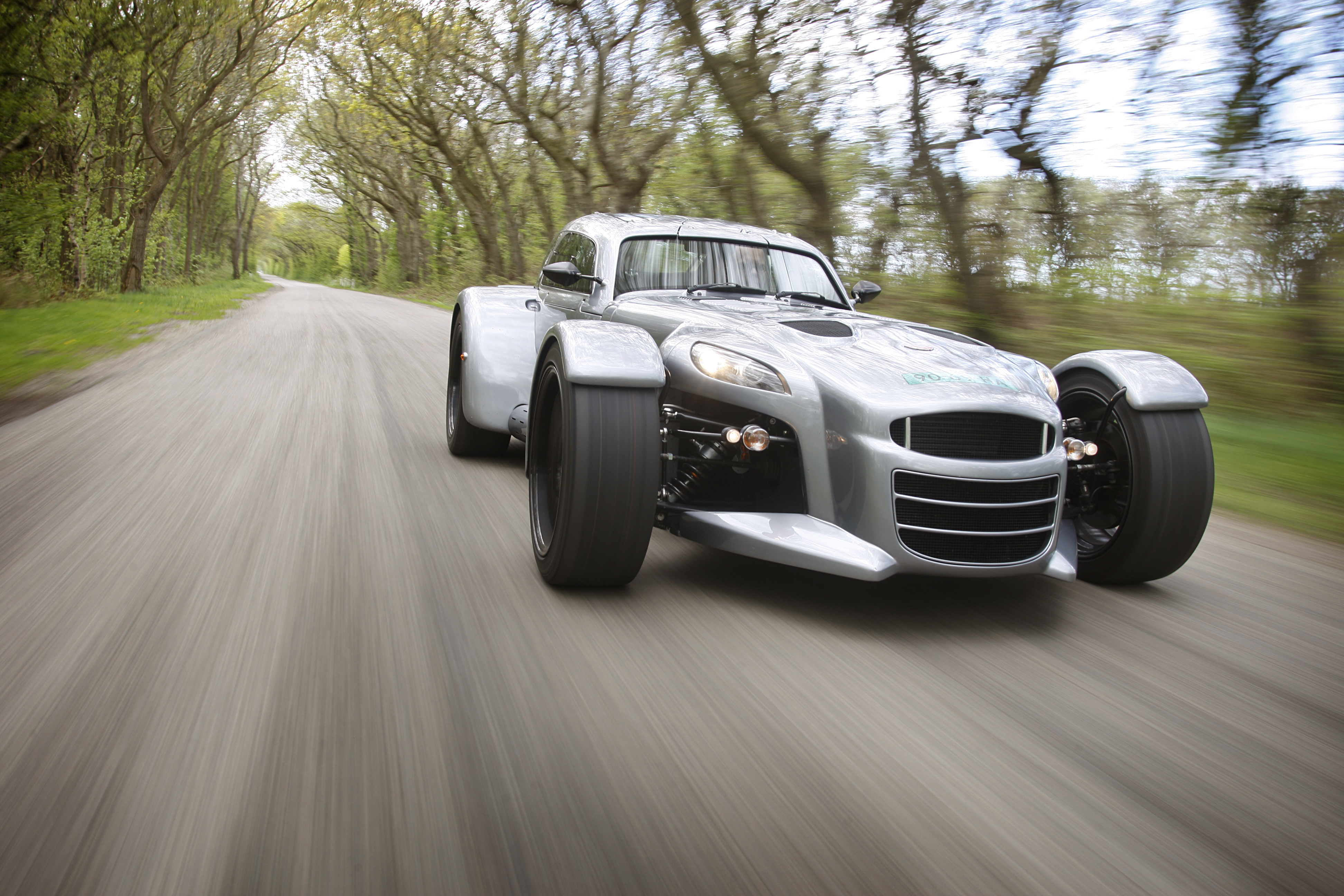
Donkervoort D8GT

Donkervoort Automobilen B.V. – przedsiębiorstwo motoryzacyjne założone w 1978 przez Joopa Donkervoorta. Zajmuje się ono produkcją samochodów sportowych, opartych na licencji znanego brytyjskiego samochodu Lotus Seven. Pierwszą serię oznaczono S8, obecnie produkowana jest seria D8.
Siedziba firmy znajduje się w Lelystad i pracuje w niej około 50 osób. Firmą kieruje obecnie syn Joopa, Denis Donkervoort.